# جهاز إرسال فجوة الشرارة

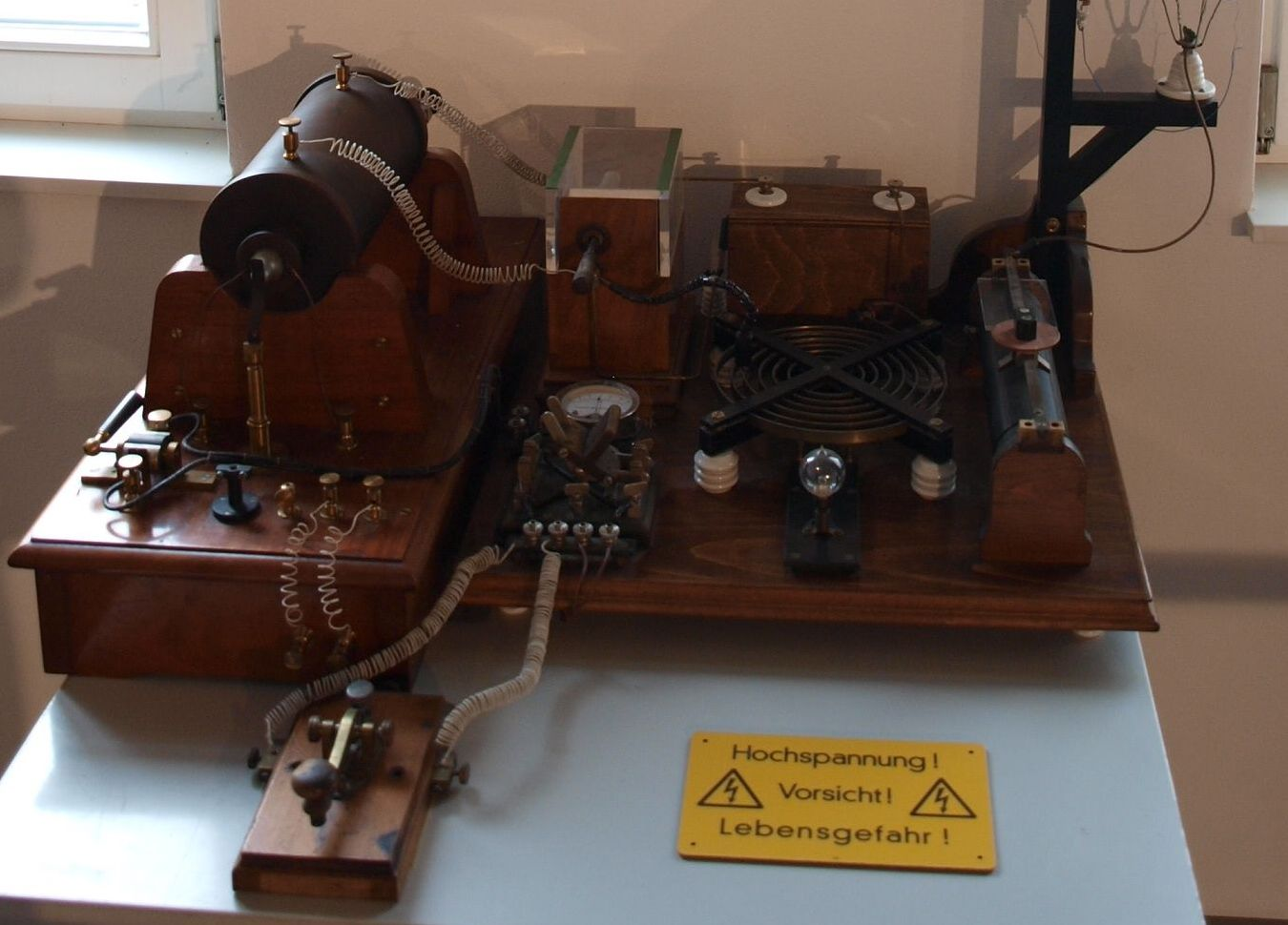
جهاز إرسال فجوة الشرارة مقترن بالحث منخفض الطاقة معروض في المتحف الكهربائي، فراستانز، النمسا. توجد فجوة الشرارة داخل الصندوق ذي الغطاء الشفاف في المنتصف العلوي.

جهاز إرسال فجوة الشرارة (بالإنجليزية: spark-gap transmitter)‏ هو نوع قديم من أجهزة إرسال الراديو التي تولد موجات راديوية عن طريق شرارة كهربائية. كانت أجهزة إرسال فجوة الشرارة أول نوع من أجهزة إرسال الراديو، وكانت النوع الرئيسي المستخدم خلال عصر التلغراف اللاسلكي أو "الشرارة"، العقود الثلاثة الأولى من تقنية الاتصال الراديوي، من عام 1887 حتى نهاية الحرب العالمية الأولى. قام الفيزيائي الألماني هاينريش هيرتز ببناء أول أجهزة إرسال فجوة الشرارة التجريبية في عام 1887، والتي أثبت من خلالها وجود الموجات الراديوية ودرس خصائصها.
كان أحد القيود الأساسية لأجهزة إرسال فجوة الشرارة هو أنها تولد سلسلة من النبضات العابرة القصيرة من الموجات الراديوية تسمى الموجات المخففة damped waves؛ وهي غير قادرة على إنتاج الموجات المستمرة ‏ continuous waves المستخدمة لنقل الصوت في عمليات إرسال الراديو الحديثة ذات تعديل السعة AM أو تعديل التردد FM. لذلك لم تتمكن أجهزة إرسال فجوة الشرارة من إرسال الصوت، وبدلاً من ذلك كانت تنقل المعلومات عن طريق التلغراف اللاسلكي؛ حيث يقوم المشغل بتشغيل جهاز الإرسال وإيقاف تشغيله باستخدام مفتاح التلغراف، مما يؤدي إلى إنشاء نبضات من الموجات الراديوية لتهجئة الرسائل النصية بطريقة ترميز مورس.
جرى تطوير أول أجهزة إرسال واستقبال بطريقة فجوة الشرارة للاتصالات الراديوية بواسطة جولييلمو ماركوني حوالي عام 1896. وكان أحد الاستخدامات الأولى لأجهزة إرسال فجوة الشرارة على متن السفن، للتواصل مع الشاطئ وبث نداء استغاثة إذا كانت السفينة في حالة خطر. لقد لعبت تلك الأجهزة دورا حاسما في عمليات الإنقاذ البحرية مثل كارثة 1912 لسفينة آر إم إس تيتانيك. بعد الحرب العالمية الأولى، ظهرت أجهزة إرسال تعتمد على الأنبوب المفرغ (vacuum tube transmitters)، والتي كانت أقل تكلفة وقادرة على إنتاج موجات مستمرة ذات نطاق أكبر، وأنتجت تداخلا أقل، ويمكنها أيضا حمل الصوت، مما يجعل أجهزة إرسال فجوة الشرارة قديمة بحلول عام 1920. الإشارات الراديوية التي تنتجها أجهزة إرسال فجوة الشرارة "صاخبة" كهربائيا؛ ولديها عرض نطاق ترددي واسع، مما يخلق تداخل في تردد الراديو التي يمكن أن تُعطل البث. هذا النوع من الانبعاثات الراديوية محظور بموجب القانون الدولي منذ عام 1934.

## نظرية التشغيل
تشع الموجات الكهرومغناطيسية بواسطة الشحنات الكهربائية عندما يجري تسريعها. يمكن توليد الموجات الراديوية، وهي موجات كهرومغناطيسية ذات تردد راديوي، عن طريق تيارات كهربائية متغيرة مع الزمن، تتكون من إلكترونات تتدفق عبر موصل وتغير سرعتها فجأة، وبالتالي تتسارع.
كانت المكثفات المشحونة كهربائيًا التي يجري تفريغها من خلال شرارة كهربائية عبر فجوة شرارة spark gapبين موصلين هي أول جهاز معروف يمكنه توليد موجات راديوية. :p.3 الشرارة في حد ذاتها لا تنتج الموجات الراديوية، بل تعمل فقط كمفتاح سريع المفعول لإثارة التيارات الكهربائية المتذبذبة ذات التردد الراديوي الرنان في موصلات الدائرة المتصلة. تشع الموصلات الطاقة في هذا التيار المتذبذب على شكل موجات راديوية.
بسبب المحاثة المتأصلة في موصلات الدائرة، فإن تفريغ المكثف من خلال مقاومة منخفضة بما فيه الكفاية (مثل الشرارة) يكون متذبذبًا؛ وتتدفق الشحنة بسرعة ذهابًا وإيابًا عبر فجوة الشرارة لفترة وجيزة، مما يؤدي إلى شحن الموصلات على كل جانب بالتناوب بالإيجاب والسلب، حتى تتلاشى التذبذبات.

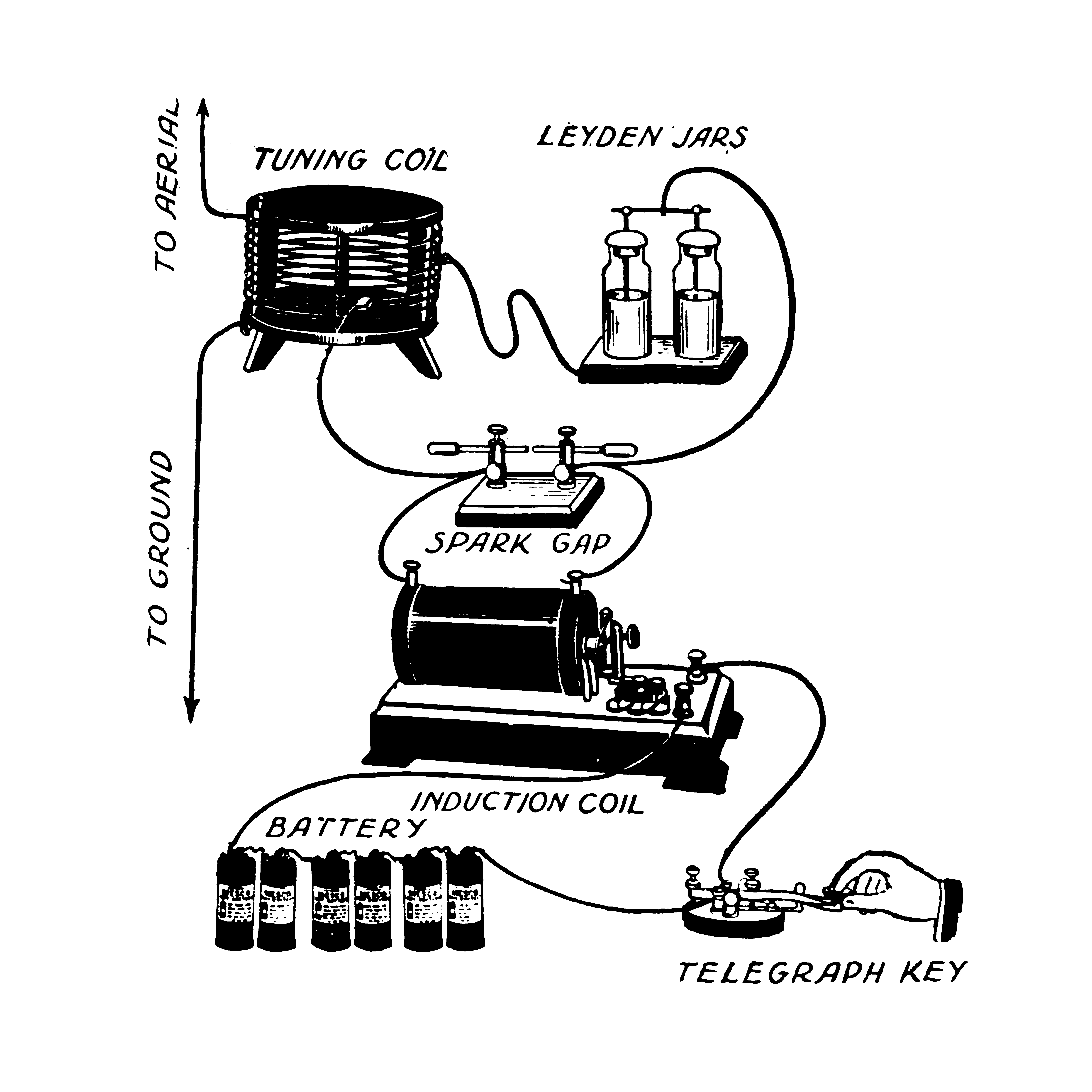
رسم تخطيطي مصور لجهاز إرسال فجوة شرارة بسيط من كتاب هوايات للأولاد يعود تاريخه إلى عام 1917، يوضح أمثلة للمكونات الإلكترونية المبكرة المستخدمة. وكان من المعتاد أن يقوم آلاف الهواة ببناء أجهزة إرسال منخفضة الطاقة في منازلهم خلال هذه الفترة لاستكشاف تقنية الراديو الجديدة المثيرة.

يتكون جهاز إرسال فجوة الشرارة العملي من الأجزاء التالية:
- محول الجهد العالي، لتحويل الكهرباء ذات الجهد المنخفض من مصدر الطاقة، وهو بطارية أو مخرج كهربائي، إلى جهد مرتفع بما يكفي (من بضعة كيلو فولت إلى 75-100 كيلو فولت في أجهزة الإرسال القوية) للقفز عبر فجوة الشرارة. يقوم المحول بشحن المكثف. في أجهزة الإرسال ذات الطاقة المنخفضة التي تعمل بالبطاريات كان هذا عادةً عبارة عن ملف حث (ملف Ruhmkorff).
- دائرة رنين واحدة أو أكثر (دوائر مضبوطة أو دوائر خزانية) تعمل على إنشاء تذبذبات كهربائية بتردد لاسلكي عند إثارتها بواسطة الشرارة. تتكون الدائرة الرنانة من مكثف (في الأيام الأولى كان يسمى النوع قارورة ليدن) والذي يخزن الكهرباء ذات الجهد العالي من المحول، وملف من الأسلاك يسمى المحث أو ملف الضبط، متصلين معًا. تحدد قيم السعة والمحاثة تردد الموجات الراديوية الناتجة.
  - لم تكن أجهزة إرسال فجوة الشرارة الأولى قبل عام 1897 تحتوي على دائرة رنين؛ وكان الهوائي يؤدي هذه الوظيفة، ويعمل بمثابة مرنان. ومع ذلك، فإن هذا يعني أن الطاقة الكهرومغناطيسية التي ينتجها المرسل تتبدد عبر نطاق واسع، مما يحد من نطاقها الفعال إلى بضعة كيلومترات على الأكثر.
  - تحتوي معظم أجهزة إرسال فجوة الشرارة على دائرتي رنين متصلتين معًا بمحول قلب هوائي يسمى المحول الرنان أو محول التذبذب.[13] وقد أطلق على هذا الجهاز اسم جهاز الإرسال المقترن بالحث inductively-coupled transmitter. فجوة الشرارة والمكثف المتصلين بالملف الأساسي للمحول شكلا دائرة رنين واحدة، والتي تولد التيار المتذبذب. أدى التيار المتذبذب في الملف الأولي إلى إنشاء مجال مغناطيسي متذبذب أدى إلى توليد تيار في الملف الثانوي. يجري توصيل الهوائي والأرض بالملف الثانوي. ترددت سعة الهوائي مع الملف الثانوي لإنشاء دائرة رنين ثانية. يُضبط دائرتي الرنين على نفس التردد الرنان. كانت ميزة هذه الدائرة هي أن التيار المتذبذب استمر في دائرة الهوائي حتى بعد توقف الشرارة، مما أدى إلى إنشاء موجات طويلة ورنانة ومخففة قليلاً، حيث تركز الطاقة في نطاق ترددي أضيق، مما أدى إلى تقليل التداخل مع أجهزة الإرسال الأخرى.
- فجوة الشرارة تعمل كمفتاح يجري التحكم فيه بالجهد في دائرة الرنين، مما يؤدي إلى تفريغ المكثف من خلال الملف.
- الهوائي، وهو موصل معدني مثل سلك مرتفع، يشع الطاقة في التيارات الكهربائية المتذبذبة من دائرة الرنين إلى الفضاء على شكل موجات راديو.
- مفتاح التلغراف لتشغيل جهاز الإرسال وإيقافه للتواصل بالرسائل باستخدام ترميز مورس.

### دورة التشغيل
يعمل المُرسِل في دورة متكررة سريعة حيث يجري شحن المكثف إلى جهد عالي بواسطة المحول ثم تفريغه عبر الملف بواسطة شرارة عبر فجوة الشرارة. تعمل الشرارة النبضية على إثارة دائرة الرنين ليحدث"الرنين" مثل الجرس، مما ينتج عنه تيار متذبذب قصير يمكن إشعاعه على شكل موجات كهرومغناطيسية بواسطة الهوائي. يكرر المُرسِل هذه الدورة بمعدل سريع، بحيث تبدو الشرارة مستمرة، وتبدو الإشارة اللاسلكية مثل الأنين أو الطنين في جهاز استقبال الراديو.

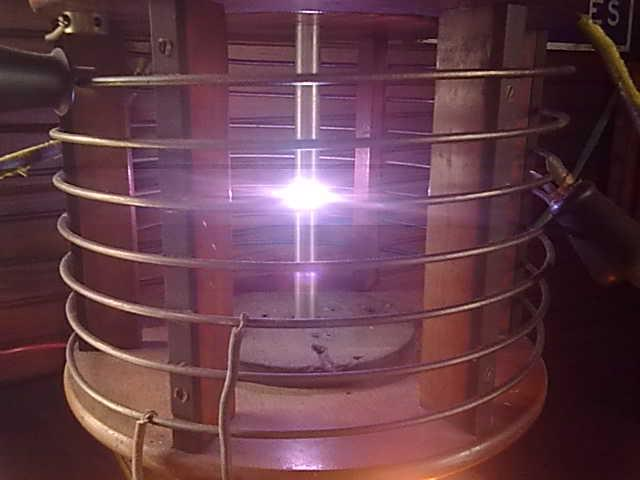
عرض توضيحي لجهاز إرسال فجوة الشرارة في محطة ماسي اللاسلكية الذي جري ترميمه عام 1907

1. تبدأ الدورة عندما يقوم التيار القادم من المحول بشحن المكثف، وتخزين شحنة كهربائية موجبة على أحد ألواحه وشحنة سالبة على الأخرى. أثناء شحن المكثف، تكون فجوة الشرارة في حالتها غير الموصلة، مما يمنع الشحنة من الهروب عبر الملف.
2. عندما يصل الجهد على المكثف إلى جهد انهيار فجوة الشرارة، يتأين الهواء في الفجوة، مما يؤدي إلى بدء شرارة كهربائية، مما يقلل مقاومته إلى مستوى منخفض للغاية (عادة أقل من أوم واحد). يؤدي هذا إلى إغلاق الدائرة بين المكثف والملف.
3. يجري تفريغ الشحنة الموجودة على المكثف على شكل تيار عبر الملف وفجوة الشرارة. بسبب محاثة الملف عندما يصل جهد المكثف إلى الصفر فإن التيار لا يتوقف بل يستمر في التدفق، مما يؤدي إلى شحن ألواح المكثف بقطبية معاكسة، حتى يجري تخزين الشحنة في المكثف مرة أخرى، على الألواح المقابلة. ثم تتكرر العملية، مع تدفق الشحنة في الاتجاه المعاكس عبر الملف. يستمر هذا الأمر، مما يؤدي إلى تدفق التيارات المتذبذبة بسرعة ذهابًا وإيابًا بين ألواح المكثف عبر الملف وفجوة الشرارة.
4. ترتبط دائرة الرنين بالهوائي، وبالتالي تتدفق هذه التيارات المتذبذبة أيضًا في الهوائي، فتقوم بشحنه وتفريغه. يخلق التيار مجالًا مغناطيسيًا متذبذبًا حول الهوائي، في حين يخلق الجهد مجالًا كهربائيًا متذبذبًا. تنطلق هذه المجالات المتذبذبة بعيدًا عن الهوائي إلى الفضاء على شكل موجة كهرومغناطيسية ؛ موجة راديوية.
5. تقتصر الطاقة في دائرة الرنين على كمية الطاقة المخزنة أصلاً في المكثف. تستهلك الموجات الراديوية المشعة، إلى جانب الحرارة التي تولدها الشرارة، هذه الطاقة، مما يتسبب في انخفاض التذبذبات بسرعة في السعة إلى الصفر. عندما ينخفض التيار الكهربائي المتذبذب في الدائرة الأولية إلى نقطة حيث يصبح غير كافٍ للحفاظ على تأين الهواء في فجوة الشرارة، تتوقف الشرارة، مما يؤدي إلى فتح دائرة الرنين وإيقاف التذبذبات. في جهاز إرسال يحتوي على دائرتي رنين، قد تستمر التذبذبات في الدائرة الثانوية والهوائي لبعض الوقت بعد انتهاء الشرارة. ثم يبدأ المحول بشحن المكثف مرة أخرى، وتتكرر الدورة بأكملها.

الدورة سريعة جدًا، وتستغرق أقل من جزء من الألف من الثانية. مع كل شرارة، تنتج هذه الدورة إشارة راديو تتكون من موجة جيبية متذبذبة تتزايد بسرعة إلى سعة عالية وتنخفض بشكل كبير إلى الصفر، وتسمى الموجة المخففة. التردد {\displaystyle f} من التذبذبات، وهو تردد الموجات الراديوية المنبعثة، يساوي تردد الرنين لدائرة الرنين، والذي يمكن تحديده بواسطة سعة المكثف {\displaystyle C} والمحاثة {\displaystyle L} من الملف بالعلاقة التالية:
{\displaystyle f={\frac {1}{2\pi }}{\sqrt {\frac {1}{LC}}}\,}
يكرر المرسل هذه الدورة بسرعة، وبالتالي يكون الخرج عبارة عن سلسلة متكررة من الموجات المخففة. وهذا يعادل إشارة راديو معدلة السعة بتردد ثابت، وبالتالي يمكن فك تعديلها في جهاز استقبال راديو بواسطة كاشف AM مقوم، مثل كاشف البلورات أو صمام فليمنج الذي كان يُستخدم خلال عصر التلغراف اللاسلكي. يقع تردد التكرار (معدل الشرارة) في نطاق الصوت، وعادة ما يكون من 50 إلى 1000 شرارة في الثانية، وبالتالي تبدو الإشارة في سماعات الأذن الخاصة بالمستقبِل وكأنها نغمة ثابتة أو أنين أو طنين.
من أجل نقل المعلومات بهذه الإشارة، يقوم المشغل بتشغيل جهاز الإرسال وإيقافه بسرعة عن طريق النقر على مفتاح يسمى مفتاح التلغراف في الدائرة الأساسية للمحول، مما يؤدي إلى إنتاج تسلسلات من السلاسل القصيرة (النقطة) والطويلة (الشرطة) من الموجات المخففة، لتهجئة الرسائل بطريقة ترميز مورس. طالما يتم الضغط على المفتاح فإن فجوة الشرارة تشتعل بشكل متكرر، مما يخلق سلسلة من النبضات من الموجات الراديوية، وبالتالي فإن ضغطة المفتاح في جهاز الاستقبال تبدو وكأنها طنين؛ وتبدو رسالة ترميز مورس بأكملها وكأنها سلسلة من الطنينات المنفصلة بفترات توقف. في أجهزة الإرسال ذات القدرة المنخفضة، يقوم المفتاح بقطع الدائرة الأساسية لمحول الإمداد بشكل مباشر، بينما في أجهزة الإرسال ذات القدرة العالية، يقوم المفتاح بتشغيل مُرحل عالي التحمل يقطع الدائرة الأساسية.

### دائرة الشحن ومعدل الشرارة
تحدد الدائرة التي تشحن المكثفات، جنبًا إلى جنب مع فجوة الشرارة نفسها، معدل شرارة المرسل، وعدد الشرارات ونبضات الموجة المخففة الناتجة التي ينتجها في الثانية، مما يحدد نغمة الإشارة المسموعة في المستقبِل. لا ينبغي الخلط بين معدل الشرارة وتردد المرسل، وهو عدد التذبذبات الجيبية في الثانية في كل موجة مخففة. نظرًا لأن جهاز الإرسال ينتج نبضة واحدة من الموجات الراديوية لكل شرارة، فإن طاقة خرج جهاز الإرسال كانت متناسبة مع معدل الشرارة، لذا تم تفضيل المعدلات الأعلى. تستخدم أجهزة إرسال الشرارة بشكل عام أحد ثلاثة أنواع من دوائر الطاقة وهي::p.359–362

#### ملف الحث
يُستخدم ملف تحريض (ملف Ruhmkorff) في أجهزة الإرسال منخفضة الطاقة، عادةً أقل من 500 واط، وغالبًا ما تعمل بالبطارية. الملف الحثي هو نوع من المحولات التي تعمل بالتيار المستمر، حيث يقوم مفتاح اهتزازي على الملف يسمى القاطع الكهربي بقطع الدائرة التي توفر التيار للملف الأساسي بشكل متكرر، مما يتسبب في توليد الملف نبضات ذات جهد عالي. عند تشغيل التيار الأساسي للملف، فإن الملف الأساسي يخلق مجالًا مغناطيسيًا في القلب الحديدي والذي يسحب ذراع القاطع الزنبركي بعيدًا عن جهة اتصاله، مما يفتح المفتاح ويقطع التيار الأساسي. ثم ينهار المجال المغناطيسي، مما يخلق نبضة من الجهد العالي في الملف الثانوي، ويتحرك ذراع القاطع مرة أخرى لإغلاق جهة الاتصال مرة أخرى، وتتكرر الدورة. كل نبضة من الجهد العالي تشحن المكثف حتى تشتعل فجوة الشرارة، مما يؤدي إلى شرارة واحدة لكل نبضة. كانت القواطع محدودة بمعدلات شرارة منخفضة تتراوح بين 20 إلى 100 هرتز، يبدو مثل طنين منخفض في جهاز الاستقبال. في أجهزة إرسال الملفات الحثيثة القوية، بدلاً من القواطع المهتزة، تم استخدام قاطع توربيني من الزئبق. وقد يؤدي هذا إلى قطع التيار بمعدلات تصل إلى عدة آلاف من الهيرتز، ويمكن تعديل المعدل لإنتاج أفضل نغمة.

#### محول التيار المتردد
في أجهزة الإرسال ذات القدرة العالية التي تعمل بالتيار المتردد، يقوم المحول برفع جهد الدخل إلى الجهد العالي المطلوب. يُطبق الجهد الجيبي من المحول مباشرة على المكثف، وبالتالي فإن الجهد على المكثف يتراوح من جهد موجب عالي، إلى صفر، إلى جهد سلبي عالي. يجري تعديل فجوة الشرارة بحيث تحدث الشرارات فقط بالقرب من الحد الأقصى للجهد، عند ذروات موجة الجيب للتيار المتردد، عند شحن المكثف بالكامل. نظرًا لأن موجة الجيب المتردد تحتوي على ذروتين لكل دورة، فمن الأفضل أن تحدث شرارتان أثناء كل دورة، وبالتالي فإن معدل الشرارات كان مساويًا لضعف تردد طاقة التيار المتردد (غالبًا ما تحدث شرارات متعددة أثناء ذروة كل نصف دورة). معدل شرارة أجهزة الإرسال التي تعمل بتردد 50 أو 60 هيرتز وبالتالي فإن طاقة التيار الكهربائي الرئيسية كانت 100 أو 120 هرتز. ومع ذلك، فإن الترددات الصوتية الأعلى تقطع التداخل بشكل أفضل، لذلك في العديد من أجهزة الإرسال، يجري تشغيل المحول بواسطة مجموعة محرك-مولد، وهو محرك كهربائي ويقوم عموده بإدارة مولد، والذي ينتج تيارًا مترددًا بتردد أعلى، عادةً 500 هرتز، مما يؤدي إلى معدل شرارة بتردد 1000 هرتز.

#### فجوة الشرارة المطفأة
السرعة التي يمكن بها إرسال الإشارات محدودة بطبيعة الحال بالوقت الذي يستغرقه إطفاء الشرارة. إذا لم يبرد البلازما الموصلة، أثناء النقاط الصفرية للتيار المتناوب، كما هو موضح أعلاه، بدرجة كافية لإطفاء الشرارة، تظل "شرارة مستمرة" حتى تبديد الطاقة المخزنة، مما يسمح بالتشغيل العملي فقط لما يصل إلى حوالي 60 إشارة في الثانية. إذا تم اتخاذ تدابير فعالة لكسر القوس (إما عن طريق نفخ الهواء عبر الشرارة أو عن طريق إطالة فجوة الشرارة)، فمن الممكن الحصول على "شرارة مطفأة" أقصر بكثير. لا يزال نظام الشرارة المطفأة البسيط يسمح بالعديد من التذبذبات لدائرة المكثف في الوقت الذي يستغرقه إطفاء الشرارة. في حالة كسر دائرة الشرارة، يتم تحديد تردد الإرسال فقط بواسطة دائرة رنين الهوائي، مما يسمح بضبط أبسط.

#### فجوة الشرارة الدوارة
في جهاز إرسال مزود بفجوة شرارة "دوارة" (أدناه)، يُشحن المكثف بالتيار المتردد من محول عالي الجهد كما هو موضح أعلاه، ويجري تفريغه بواسطة فجوة شرارة تتكون من أقطاب كهربائية متباعدة حول عجلة تدور بواسطة محرك كهربائي، والذي يُنتج شرارات أثناء مرورها عبر قطب كهربائي ثابت. كان معدل الشرارة مساويًا لعدد الدورات في الثانية مضروبًا في عدد أقطاب الشرارة الموجودة على العجلة. كان بإمكانه إنتاج معدلات شرارة تصل إلى عدة آلاف من الهيرتز، وكان من الممكن تعديل المعدل عن طريق تغيير سرعة المحرك. كان دوران العجلة متزامنًا عادةً مع الموجة الجيبية للتيار المتردد بحيث يمر القطب المتحرك بالقطب الثابت عند ذروة الموجة الجيبية، مما يؤدي إلى بدء الشرارة عندما يتم شحن المكثف بالكامل، مما ينتج نغمة موسيقية في جهاز الاستقبال. عندما تم ضبطها بشكل صحيح بهذه الطريقة، تم القضاء على الحاجة إلى التبريد الخارجي أو تدفق الهواء للتبريد، وكذلك فقدان الطاقة مباشرة من دائرة الشحن (بالتوازي مع المكثف) من خلال الشرارة.

## قراءة إضافية
- Morecroft، John Harold (1921). "Spark Telegraphy". Principles of Radio Communication. New York: Wiley. ص. 275–363. اطلع عليه بتاريخ 2015-09-12.
- Zenneck، Jonathan (1915). Wireless Telegraphy. Translated by Alfred E. Seelig. New York: McGraw-Hill Book Company. اطلع عليه بتاريخ 2015-09-14.

## روابط خارجية
- المولد والقوس والشرارة
- فيسيندن والتاريخ المبكر لعلم الراديو
- نبذة تاريخية عن الشرارة
- جهاز إرسال ماسي سبارك متحف نيو إنجلاند اللاسلكي والبخاري
- مراجعة The Sparks Telegraph Key
- تكنولوجيا الراديو في الاستخدام الشائع حوالي عام 1914
- تاريخ وتشغيل جهاز إرسال فجوة الشرارة